# Antonín z Lipska
Antonín z Lipska OFM († 1498?), jinak též Antonius Luperchius nebo Antonius Gipetius, byl německý františkán činný v českých zemích.

## Život a činnost
Působil ve františkánské řádové provincii (tehdy - do roku 1517 ještě zvané vikariát). Na provinční kapitule františkánů observantů v květnu 1486 v Opolí byl na následující rok zvolen definitorem, tj. členem čtyřčlenného definitoria podílejícího se na vedení řádového vikariátu. Opakovaně byl řeholníky shromážděnými na kapitulách zvolen jako do čela českého františkánského vikariátu. V této funkci provinčního vikáře tak působil v letech 1488-1495.
V celém tomto období musel Antonín řešit národnostní spory mezi řeholníky, které ho v roce 1490 spolu s tehdejším provinčním diskretem Paulinem z Lemberka zavedly až na generální řádovou kapitolu do italského Urbina. Po jednoleté přestávce se stal členem čtyřčlenného provinčního definitora (definitorem). Kapitulou v říjnu 1493 byl počtvrté zvolen a na následující kapitole o dva roky později volnbou potvrzen provinčním vikářem, jehož funkci zastával do června 1496.
Po roční přestávce byl opět zvolen definitorem a současně provinčím diskretem pro léta 1497-1499. Roku 1490 za pomoci Jana Filipce a zakladatele Zdislava ze Šternberka přivedl františkány observanty do Bechyně.

### Závěr života a odkaz
Podle Balbína zemřel roku 1498 v Tridentu při návratu z generální řádové kapituly v Miláně Jiný osud bratra Antonína uvádí řádový generální ministr a biskup Francesco Gonzaga OFM (†1620) na konci 16. století: „Po několika letech [pozn. poté co byl provinciálem] se srovnal s heretiky a rozhodl se bratry opustit“. Na pozdějši běžné konverze františkánů k luteránství však bylo ještě příliš brzy a sympatie s českou reformací, navíc u německého řeholníka, by byly ve františkánském řádu zcela výjimečnou záležitostí.
Podle Balbína měl Antonín z Lipska napsat knihu Tractatus de septem donis Spiritus S., kterou znalý český jezuita ohodnotil jako "dílo přemoudré, vpravdě plné Ducha svatého". Jako autor teologického díla působil jistě jako lektor na františkánských řádových studiích.